# ساندرا فابر
ساندرا فابر (بالإنجليزية: Sandra Faber) (و. 1944  م) هي عالمة فلك، وفيزيائية، وأستاذ جامعي أمريكية، ولدت في بوسطن، وهي عضوةٌ في الأكاديمية الوطنية للعلوم (منذ 1984)، والأكاديمية الأمريكية للفنون والعلوم، والجمعية الأمريكية للفلسفة.

## التعليم
تعلمت في جامعة هارفارد حتى 1971، وتحصلت منها على دكتوراة في الفلسفة، وكلية سوارثمور حتى 1965، وتحصلت منها على بكالوريوس في الفنون.

## جوائز
حصلت على جوائز منها:
- جائزة غروبر في علم الفلك [الإنجليزية]‏ (2017)[17]
- وسام بروس (2012)[14]
- وسام كارل شفارنسشيلد (2012)[14]
- جائزة المحاضر لهنري نوريس راسيل (2011)[14]
- قلادة العلوم الوطنية (2011)[18]
- جائزة دانيال هاينمان للفيزياء الفلكية (1985)[14]
- وسام مئوية هارفارد.